# Sellő a pecsétgyűrűn (film)
Sellő a pecsétgyűrűn, 1965-ben forgatott, 1967-ben bemutatott kétrészes fekete-fehér magyar bűnügyi és kémfilm, Mihályfi Imre rendezésében, Berkesi András író, volt ÁVH-s tiszt 1964-es azonos című regénye alapján. A regény és a film első része a második világháborús náciellenes ellenállás szereplőinek harcát mutatja be, a második részben a szereplők a magyarországi kommunista állam elleni műveletekben konfrontálódnak. A korabeli magyar kultúrpolitika elvárásainak megfelelően a népi demokratikus állambiztonsági szervek győzelmét mutatja be, a Magyar Népköztársaság ellen kémkedni próbáló nyugat-európai titkosszolgálatok akciójának és egy volt náci tiszt személyes bosszútervének meghiúsításában. A filmben a kor kiemelkedő magyar színművészei szerepelnek.

## Cselekmény

### Bevezető
A film kezdő jelenetében Jan Pitkowski, sebesült ellenálló (Nagy Attila) fut az életéért egy város kihalt utcáin, de az őt üldöző német katonák bekerítik és lelövik. Parancsnokuk (Kálmán György) a halott ujjáról lehúzott, sellőt ábrázoló pecsétgyűrűt átadja civil kísérőjének, Helmeczynek (Somogyvári Rudolf).

### 1. rész
A történet 1944 elején kezdődik, röviddel Magyarország német megszállása előtt. A Gestapo emberei már Budapesten dolgoznak, információt gyűjtenek, készülnek a magyar ellenállási mozgalom szétzúzására. Borsy Kálmán magyar királyi honvédtiszt (Latinovits Zoltán) megszökik a frontról. Borsy nagybátyja, Sávos Ignác főorvos a brit titkosszolgálat budapesti ügynöke, a britek Borsyt is beszervezték ügynöknek Harry Campbell álnéven, Sávos alárendeltségében. Sávos főorvos új identitást és búvóhelyet unokaöccsének: Suba Pál pszichésen sérült, leszerelt katona nevére szóló hamis papírokkal kertészi munkára jelentkezik dr. Káldy Zoltán egyetemi tanár (Ajtay Andor) villájában. Káldy az értelmiségi ellenzékhez tartozik, petíciókat fogalmaz a nemzetközi közvéleményhez. Leánya, Mariann (Szabó Tünde) a „fronton eltűnt” Borsy Kálmán menyasszonya, és titokban az illegális kommunista pártot támogatja. Borsy és Mariann viszonyát mindenki előtt rejtve tartják, mert a villa személyzetében sem bízhatnak meg. Ilonka szobalány (Halász Judit) hevesen udvarol „Suba Pálnak”; Rózsi néni (Gobbi Hilda), a nácikkal szimpatizáló szakácsnő féltékenyen leskelődik utánuk.
Dr. Sávos tájékoztatja Borsyt, hogy egyik ügynökük, Monty Picton, alias Helmeczy Tibor (Somogyvári Rudolf) gyaníthatóan a Gestapónak is dolgozik, a magyarországi letartóztatandók névlistáját állítja össze és már több brit ügynök lebukásáért lehet felelős. Utasítja Borsyt, derítse ki, Helmeczy áruló-e, és ha igen, ölje meg. Borsy (mint Harry Campbell) kapcsolatba lép Helmeczyvel, kezén meglátja a megölt Jan Pitkowski sellős pecsétgyűrűjét. Megszervezi az akciót, Sávos emberének, Dr. Endrődynek (Kozák András) segítségével. Az ágyába bebújt Ilonkának altatót ad, így senki sem veszi észre távozását a villából. A kivégzés végrehajtása után észrevétlenül haza is tud térni.
Salgó Oszkár (Pécsi Sándor), a magyar titkosrendőrség „főellenőre” (a „főfelügyelőnek” megfelelő rendőrtiszt) nyomoz a Budapesten tevékenykedő ellenséges ügynökök és kommunisták után. Főnöke, Vöröskőy ezredes (Greguss Zoltán) erőteljesebb intézkedésekre ösztökéli. Salgó gyermekkori barátja, Heinrich von Schlicken Gestapo-őrnagy (Kálmán György) Budapestre érkezik, hogy Magyarország megszállását előkészítse, és az ellenséges csoportokat felszámolja. Schlicken nem sejti, hogy Salgó nem szimpatizál a Horthy-rendszerrel, és a háborúellenes csoportokkal keresi a kapcsolatot. Kiderül, hogy a meggyilkolt Helmeczy „ezen az oldalon” is két gazdának dolgozott, egyfelől Salgó szigorúan fedett „C-76”-os ügynöke volt, másfelől Schlicken közvetlen barátja és bizalmasa volt. Az őrnagy személyes ügyének tekinti Helmeczy gyilkosának megtalálását.
Salgó és Schlicken, két kiemelkedő intellektus, látszólag együtt nyomoznak. Valójában nem bíznak egymásban, mindketten igyekeznek kijátszani a másikat. Több oldalú, bonyolult sakkjátszma kezdődik. Salgó szívós munkával rájön, hogy az eltűnt Borsy Kálmán, a Helmeczy gyilkossággal gyanúsítható Harry Campbell brit ügynök és a Káldy-villában feltűnt Suba Pál kertész egyazon személy. Felfedezését azonban nem közli Schlickennel. A vele párhuzamosan nyomozó Schlickennek viszont saját besúgója van a Káldy-villában, Ilonka szobalány személyében. Borsy érzi, hogy a nyomában vannak, ráadásul megtudja, hogy menyasszonya, Káldy Mariann a kommunistáknak dolgozik, titkos fegyverszállítási akcióba keveredett. A kommunistákat maga Borsy is ellenségnek tekinti, de szerelmét, Mariannt kétségbeesetten próbálja megmenteni a lebukástól.
Egy éjszaka megkezdődik a németek bevonulása. Salgó elégeti titkos dossziéit, köztük azt is, amely Borsy valódi személyazonosságának bizonyítékait tartalmazza. A Káldy-villában Mariann éppen telefonál felső kapcsolatának, Kara Ernőnek (Mensáros László), amikor Moltke német főhadnagy (Fülöp Zsigmond) letartóztatja. Moltke a kommunisták elrejtett fegyvereit követeli Marianntól. Váratlanul Salgó jelenik meg, aki saját jövőjét már a kommunistáknál keresi, lelövi a tisztet és megpróbálja Mariannt megszöktetni. Schlicken őrnagy csapata azonban rövid üldözés és tűzharc után mindkettőjüket elfogja.

### 2. rész
A kommunista Mariannt a Gestapo kínozza, a lány mégsem vall rá elvtársaira. Schlicken őrnagy Salgót sem tudja együttműködésre bírni. Sikeresen lebuktatja viszont Borsyt, akire rábizonyítja, hogy azonos Suba Pállal és Harry Campbell brit ügynökkel, Schlicken barátjának, Helmeczynek gyilkosával. Hogy életét megmentse, Borsy nyilatkozatot ír alá Schlickennek, amelyben vállalja, hogy együttműködik a náci titkosszolgálattal. Amikor azonban megtudja, hogy szerelme, Mariann belehalt a rossz bánásmódba, Salgóval együtt megszökik. Útjaik itt elválnak: Salgó Nyugatra indul, Borsy itthon próbál tovább küzdeni.
Húsz év telt el. Borsy sikeres atomfizikusként él Budapesten, fontos kutatási terveken dolgozik. Új felesége, Judit (Tordai Teri) az asszisztense. Kara Ernő, a volt illegális kommunista most az állambiztonsági szervezet vezető tisztje. Borsyt Bécsbe küldik egy tudományos kongresszusra, ahol felkeresi őt korábbi brit titkosszolgálati elöljárója, dr. Sávos, aki most is egy nyugati állam ügynöke. Kémkedésre és államtitkok átadására szólítja fel. Bemutatja Borsy saját, ujjlenyomatokkal is hitelesített nyilatkozatát, amelyet Schlicken előtt írt alá. Sávos megzsarolja a férfit, hogy a magyar állambiztonság tudomására hozza Borsy náci kollaborálásának bizonyítékát. Borsy megtagadja az együttműködést, Sávos egy bérgyilkost küld az „árulóra”. Sávosnál megjelenik Salgó Oszkár, aki „Monsieur Oriol” francia üzletemberként mutatkozik be. Felajánlja Sávosnak a keresett államtitkokat, ha az visszavonja a Borsy likvidálásáról szóló parancsot.
Hazatérve Borsy eltitkolja a beszervezési kísérletet Kara Ernő és a hatóságok elől. A bérgyilkos azonban megjelenik Budapesten. Thomas Solomon angol életrajzíró képében Borsy bizalmába férkőzik. Városnézés ürügyén a Mátyás-templom kriptájába csalja. Itt felfedi magát: ő Schlicken őrnagy, aki már régóta készül, hogy leszámoljon Helmeczy gyilkosával, Sávos szigorú utasítása ellenében is. Schlicken többször rálő Borsyra, majd eltűnik a Vár alagútrendszerében, amelyet még az ostrom idejéből jól kiismert. Salgó Oszkár, valójában a magyar rendőrség nyomozója, azonban megtalálja és letartóztatja. A volt Gestapo-tisztet átadják Kara Ernő állambiztonsági embereinek. Schlicken, mielőtt elvezetik, még látja, hogy Borsy sértetlen maradt, mert mégis szólt Karának, aki Schlicken revolverében vaktöltényre cserélte az éles lövedékeket. Schlickennél megtalálják az általa meggyilkolt ellenálló, Jan Pitkowski sellős pecsétgyűrűjét, amelyet csatolnak a Schlicken elleni bizonyítékokhoz.

## Szereposztás
| Szerep                                           | Színész           |
| ------------------------------------------------ | ----------------- |
| Suba Pál / Borsy Kálmán / Harry Campbell         | Latinovits Zoltán |
| Heinrich von Schlicken őrnagy / Thomas Solomon   | Kálmán György     |
| Salgó Oszkár főellenőr / Monsieur Doriol         | Pécsi Sándor      |
| Káldy Mariann / „Mókus” kommunista ügynök        | Szabó Tünde       |
| dr. Káldy Zoltán erkölcstan-professzor           | Ajtay Andor       |
| dr. Sávos Ignác főorvos                          | Várkonyi Zoltán   |
| Endrõdy Noémi szobrász                           | Temessy Hédi      |
| Dr. Endrődy (Noémi fia)                          | Kozák András      |
| Monty Picton / Helmeczy Tibor / „C-76-os” ügynök | Somogyvári Rudolf |
| Ilonka / „Tulipán” német ügynök                  | Halász Judit      |
| Rózsi néni                                       | Gobbi Hilda       |
| Vöröskőy ezredes                                 | Greguss Zoltán    |
| Rendőrfogalmazó                                  | Szatmári István   |
| Civilruhás rendőrnyomozó                         | Farkas Antal      |
| Német tiszt, rádiófelderítő                      | Csurka László     |
| Moltke főhadnagy                                 | Fülöp Zsigmond    |
| Kara Ernő / kémelhárító ezredes                  | Mensáros László   |
| Busa, kommunista aktivista                       | Molnár Tibor      |
| Jan Pitkovski brit ügynök                        | Nagy Attila       |
| Topolya Balázs                                   | Pethes Ferenc     |
| Peigl Henrik hentesmester                        | Szendrő József    |
| Tot német százados                               | Szilágyi Tibor    |
| Amerikai ügynök                                  | Bárány Frigyes    |
| dr. Horváth Judit, Borsy menyasszonya (1964)     | Tordai Teri       |
| Dr. Imer                                         | Raksányi Gellért  |
| Topolyáné                                        | Bod Teréz         |
| Gömöriné                                         | Lázár Mária       |
| Az MTA elnöke                                    | Győrffy György    |
| Kémelhárító százados                             | Kovács István     |
| Turistalány                                      | Medveczky Ilona   |

## Érdekességek
- A film első részében Harry Campbell illegális brit ügynök (azaz Borsy Kálmán szökött magyar honvédtiszt) parancsot kap, hogy keresse fel és likvidálja az árulónak tartott Helmeczyt, azaz Monty Picton brit ügynököt. Borsy úgy veszi fel kapcsolatot Helmeczyvel, hogy egy budapesti kávéházban elmegy az asztala mellett. Helmeczy felismeri rég látott ügynöktársát a háború előtti brit ügynök-tanfolyamról. Hangos „Harry! Harry!” kiáltásokkal Borsy után szalad ki az utcára, és ott „Harry! Harry Campbell, te vagy az?” kiáltásokkal üdvözli. Ez igen bizarr viselkedés illegális brit ügynökök részéről, 1944-ben, a német megszállás előestéjén, a Nagy-Britannia ellen harmadik éve háborúban álló Magyarországon.
- A könyv és a film cselekményének egyes részleteit Démy-Gerő Sándor egykori ÁVH-s tiszt jelentései ihlették, hasonlóan a Sólyom a sasfészekben című sorozat, illetve a Kopjások című film egyes részleteinél.[2]

## A film klipje
- Sellő a pecsétgyűrűn 1. rész. YouTube.com. (Hozzáférés: 2021. július 24.)
- Sellő a pecsétgyűrűn 2. rész. YouTube.com. (Hozzáférés: 2021. július 24.)
- Sellő a pecsétgyűrűn 1967 (I.-II. rész). Odnoklasszinyiki (OK.ru), 2018. január 29. (Hozzáférés: 2021. július 24.)
- Sellő a pecsétgyűrűn 1. rész. videa.hu. (Hozzáférés: 2021. július 28.)
- Sellő a pecsétgyűrűn 2. rész. videa.hu. (Hozzáférés: 2021. július 28.)